# Emanuil Papas (gmina)
Emanuil Papas (gr. Δήμος Εμμανουήλ Παππά, Dimos Emanuil Papa) – gmina w Grecji, w administracji zdecentralizowanej Macedonia-Tracja, w regionie Macedonia Środkowa, w jednostce regionalnej Seres. W 2011 roku liczyła 14 664 mieszkańców. Powstała 1 stycznia 2011 roku w wyniku połączenia dotychczasowych gmin: Emanuil Papas i Strimonas. Siedzibą gminy jest Chriso.